# Museo della civiltà dacia e romana
Il Museo della Civiltà Dacia e Romana (in romeno Muzeul Civilizației Dacice și Romane) si trova a Deva, in Romania. Nel museo, oltre ad una breve storia su Deva e sulle altre località limitrofe, sono esposte le numerose scoperte archeologiche intorno ai monti Orăştie.
Il museo è stato fondato nel 1882 come museo della contea ed ospita una delle più importanti collezioni archeologiche della Transilvania, e comprende mostre numismatiche, etnografiche e di scienze naturali. Il museo è ospitato nel palazzo della Magna Curia, costruito nel 1621 sotto l'autorità del principe (Voivoda) Gabriele Bethlen. Sotto il governo di Bethlen, Deva fu la capitale della Transilvania, per un breve periodo di tempo. Il palazzo si trova ai piedi della collina della cittadella, accanto ad un piccolo parco.
Nel museo sono presenti il Dipartimento di Scienze Naturali (in romeno Compartimentul Stiințele Naturii) e la Sezione di Storia e Arte (in romeno Secția De Istorie si Arta).